# MC DRS
DRS (Dirty Rap Scallion) — британський репер, при народженні — Делрой Поттінгер. Він був учасником британського хіп-хоп тріо «Broke 'n' £nglish» і співпрацював з такими групами, як Calibre, Marcus Intalex, Lynx, LTJ Bukem, Icicle та LSB.
У 1990-х роках він став МС у «Club Xtreme» та познайомився з драм-н-бейс виконавцем LTJ Bukem і репером MC Conrad. У той час він був одним із небагатьох реперів, які могли не відставати від швидкості драм-н-бейсу, і згодом з'являвся в багатьох треках Букема.
Він випустив свій дебютний альбом I Don't Usually Like MC's But… на манчестерському drum-n-bass лейблі Soul: R. Альбом містив спільні треки з безліччю драм-н-бейс виконавців, включаючи dBridge, Lynx, Marcus Intalex, Genotype, Dub Phizix, SPY і Enei.
Його другий альбом, Mid Mic Crisis (2015), також був випущений на лейблі Soul: R.
У 2018 і 2020 роках він випустив два міні-альбоми (EP) для лейблу Space Cadet під назвами Space Cadet і Space Cadet II відповідно. Обидва EP записані з драм-н-бейс виконавцями, такі як Mozey, Zero Tolerance та Skeptical.
У 2019 році він співпрацював з драм-н-бейс ді-джеєм і продюсером LSB над альбомом The Blue Hour.